# Luis Miguel Rosales
Luis Miguel Rosales (Vilagarcía de Arousa, 1975) es publicista y periodista, especializado en cine fantástico. Director de la revista y web Scifiworld Magazine, y del Curtas Film Fest de Vilagarcía de Arousa.
Educado en la escena musical gallega al colaborar en grupos como Pink Soda, Murderking o Bhaal, fundó en 2005 la revista digital Scifiworld. Más tarde dirigió durante dos años la revista SciFi.es para el canal de televisión SyFy. Tras esa experiencia, comienza a editar Scifiworld Magazine en papel a partir de abril de 2008.
Paralelamente, ha colaborado con publicaciones internacionales como la Fangoria, Nocturno o L'Ecran Fantastique, de la que es corresponsal en España, y ha formado parte del jurado de numerosos festivales como el Festival de Cine de Sitges, Neuchâtel International Fantastic Film Festival, Fantasporto o el Fant de Bilbao, entre otros.
También ha sido editor de libros como "Paul Naschy, la máscara de Jacinto Molina", "Profanando el sueño de los muertos", "Lucio Fulci: Epifanías del Horror" o "The Twilight Zone", y ha ejercido de productor y director artístico en el documental "El hombre que vio llorar a Frankenstein". 
De 2013 a 2016 fue el director del Festival Internacional de Cine Fantástico de Madrid, Nocturna.
En 2015 se hace cargo de la dirección del festival audiovisual decano de Galicia, el Curtas Film Fest, que desde 1973 se celebra en Vilagarcía de Arousa (Pontevedra).